# Age of Empires II: The Forgotten
Age of Empires II: The Forgotten, ook wel afgekort als AoF, is na The Conquerors de tweede uitbreiding op Age of Empires II: The Age of Kings. De uitbreiding, ontwikkeld door Skybox Labs en Forgotten Empires LLC, is gebaseerd op de officieuze uitbreiding Forgotten Empires, die gecreëerd werd door de mensen achter Forgotten Empires LLC. The Forgotten is exclusief te spelen via de HD-versie van Age of Empires II, die eerder werd uitgebracht op Steam.

## Toevoegingen en veranderingen
Deze uitbreiding voegt vijf beschavingen toe, met name de Italianen, de Slaven, de Hongaren, de Indiërs en ten slotte de Inca's. Daarnaast zijn er ook zeven nieuwe campagnes, een verbeterde AI, nieuwe mappen en extra game modes aanwezig. Bovendien is er de mogelijkheid om rechtstreeks te streamen via Twitch.tv.

### Campagnes
De Campagnes zijn allen opgebouwd rond de geschiedenis van de nieuwe beschavingen.
- Alarik I (Italianen)
- Francesco Sforza (Italianen)
- Bari (Italianen)
- Vlad Dracula (Hongaren)
- Francisco de Orellana en Gonzalo Pizarro in El Dorado (Inca's)
- Prithviraj Chauhan (Indiërs)
- In de 'Battles of the Forgotten' komen onder andere Richard I van Engeland, Minamoto no Yoritomo, Osman I en Khusro I aan bod.

### Gebouwen

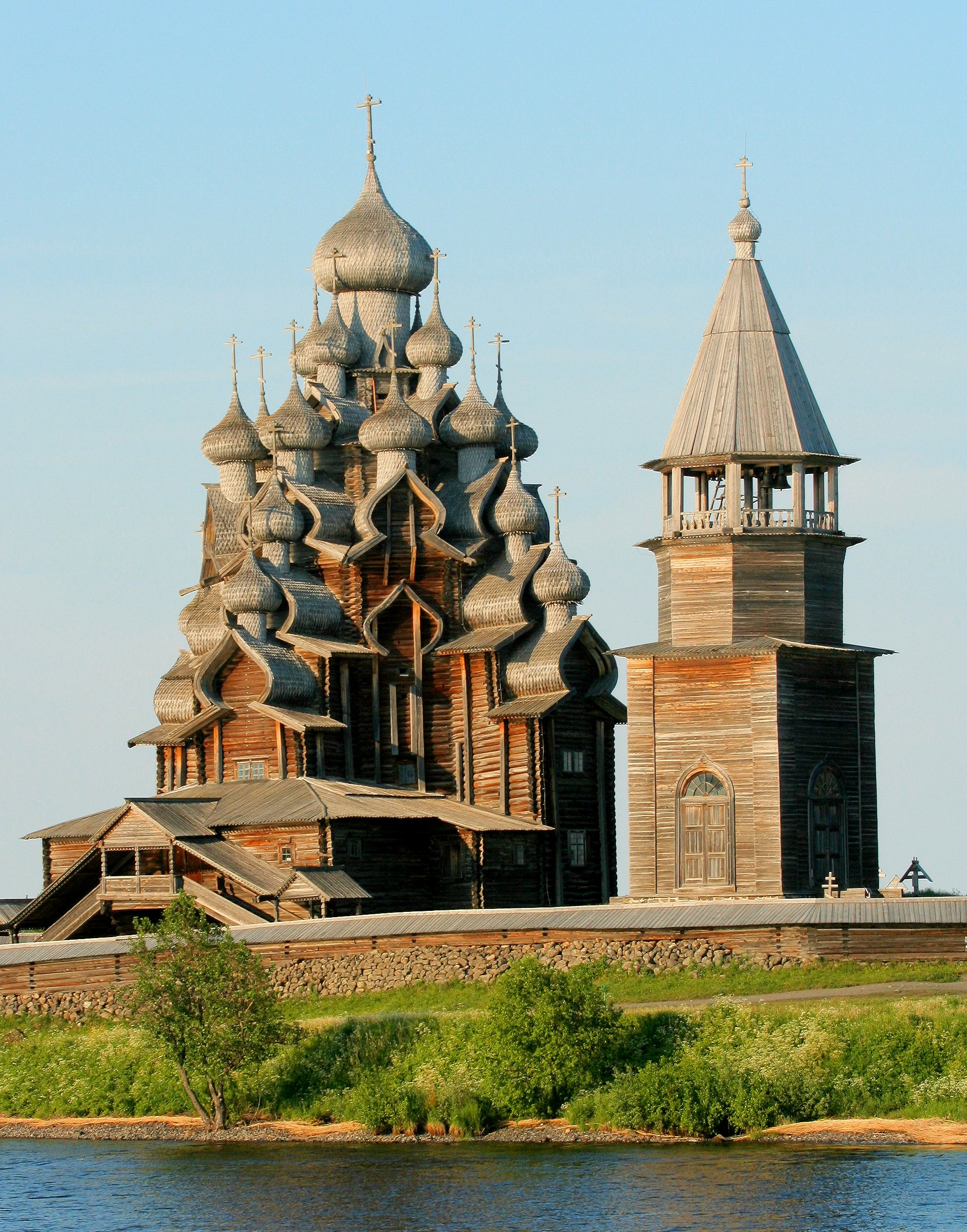
De Transfiguratiekerk, het wonder van de Slaven.

Zowel de Slaven als de Hongaren maken gebruik van de nieuwe Oost-Europese gebouwenset. Ook de Italianen kregen een eigen architectuur. Elke nieuwe beschaving heeft bovendien een eigen wonder, zoals dat het geval was in het originele spel.
| Beschaving | Wonder                     |
| ---------- | -------------------------- |
| Italianen  | Kathedraal van San Lorenzo |
| Slaven     | Transfiguratiekerk Kizji   |
| Hongaren   | Kasteel van Hunedoara      |
| Indiërs    | Gol Gumbaz                 |
| Inca's     | Zonnetempel Machu Picchu   |

Bij de lancering van de The African Kingdoms, werd ook een officieel ondersteunde modificatie voor 'The Forgotten' in de Steam Workshop beschikbaar gesteld, die ook de Indiërs van een eigen architectuur voorziet.

### Eenheden

#### Unieke Eenheden
- Condottieri (Italianen)
- Genuese kruisboogschutters (Italianen)
- Boogschutters te olifant (Indiërs)
- Soldaat te kameel (Indiërs)
- Bojaren (Slaven)
- Huzaren (Hongaren)
- Kamayuk (Inca's)
- Slingeraars (Inca's)

#### Algemene Eenheden
De Aztecen, Inca's en de Maya's kunnen ook gebruik maken van een 'Eagle Scout', de voorloper van de 'Eagle Warrior', die reeds in het voorgaande spel aanwezig was. 